# Gli strani misteri di Archie
Gli strani misteri di Archie (Archie's Weird Mysteries) è una serie TV di disegni animati prodotta nel 1999 da DiC Entertainment. La serie è composta da una stagione di 40 episodi ed è stata trasmessa negli Stati Uniti da PAX Network e in Francia da M6.

## Sinossi
Questa serie si ispira alla omonima collana di fumetti di Archie Comics Archie's Weird Mysteries: Archie partecipa al giornalino del Riverdale High School, ed inizia ad investigare sugli strani avvenimenti che accadono nei meandri della scuola.

## Personaggi principali
- Archie Andrews: Ragazzo dai capelli rossi, pieno di lentiggini, è cronista del giornale scolastico, sveglio ed intelligente, è sempre lui a risolvere i problemi misteriosi che affliggono la cittadina ogni tanto. Doppiato da Andrew Rannels (ed. inglese), Simone D'Andrea (ed. italiana)
- Veronica Lodge: Ragazza dai capelli bruni, fiera, benestante, caparbia e innamorata di Archie. Doppiata da Camille Schmidt (ed. inglese), Alessandra Karpoff (ed. italiana)
- Betty Cooper: Ragazza dai capelli biondi, di famiglia umile, d'animo gentile e protettivo, innamorata di Archie. Doppiata da: Danielle Young (ed. inglese), Debora Magnaghi (ed. italiana)
- Mostarda Jones (Jughead Jones): Amico d'infanzia di Archie, mangiatore insaziabile, sempliciotto ma molto buono. Doppiato da Chris Lundquist (ed. inglese), Luca Sandri (ed. italiana)
- Dilton Doiley: Ragazzo geniale ma sfigato, aiuta spesso la banda di Archie a salvare la giornata. Doppiato da Ben Beck (ed. inglese), Davide Garbolino (ed. italiana)
- Reggie Mantle: Ragazzo egoista ed egocentrico, dai modi indisponenti; nonostante tutto è amico di Archie. Doppiato da Paul Sosso (ed. inglese), Luca Bottale (ed. italiana)

## Episodi
| nº | Titolo originale                     | Titolo italiano             | Prima TV USA     | Prima TV Italia |
| -- | ------------------------------------ | --------------------------- | ---------------- | --------------- |
| 1  | Attack of the Killer Spuds           | Una maratona da brivido     | 2 ottobre 1999   | ottobre 2003    |
| 2  | Driven to Distraction                | I poteri magici             | 9 ottobre 1999   |                 |
| 3  | Me! Me! Me!                          | Una bella lezione           | 16 ottobre 1999  |                 |
| 4  | Invisible Archie                     | Tutti invisibili            | 23 ottobre 1999  |                 |
| 5  | Attack of the 50-Foot Veronica       | Una grande invenzione       | 30 ottobre 1999  |                 |
| 6  | The Haunting of Riverdale            | Il fantasma                 | 6 novembre 1999  |                 |
| 7  | Curse of the Mummy                   | La mummia                   | 13 novembre 1999 |                 |
| 8  | Fleas Release Me                     | Attenti al lupo!            | 20 novembre 1999 |                 |
| 9  | The Jughead Incident                 | Gli alieni                  | 27 novembre 1999 |                 |
| 10 | Virtually Evil                       | Mistero virtuale            | 4 dicembre 1999  |                 |
| 11 | Zombies of Love                      | Gli zombi innamorati        | 11 dicembre 1999 |                 |
| 12 | Brain of Terror                      | Genio per un giorno         | 18 dicembre 1999 |                 |
| 13 | Twisted Youth                        | Torniamo giovani            | 25 dicembre 1999 |                 |
| 14 | Monster in the Night                 | Il mostro                   | 31 dicembre 1999 |                 |
| 15 | Mega-Mall of Horrors                 | Il centro commerciale       | 7 gennaio 2000   |                 |
| 16 | Compu-Terror                         | Il segreto del genio        | 17 gennaio 2000  |                 |
| 17 | Misfortune Hunters                   | Caccia al tesoro            | 19 gennaio 2000  |                 |
| 18 | Ship of Ghouls                       | La nave dei misteri         | 20 gennaio 2000  |                 |
| 19 | Something Is Haunting Riverdale High | Mamma che paura!            | 21 gennaio 2000  |                 |
| 20 | Supreme Girl vs. Dr. Arachnid        | Una nuova amica             | 24 gennaio 2000  |                 |
| 21 | Reggie or Not                        | È lui o non è lui?          | 25 gennaio 2000  |                 |
| 22 | It Lives in the Sewers               | La creatura misteriosa      | 26 gennaio 2000  |                 |
| 23 | Dream Girl                           | La ragazza dei sogni        | 27 gennaio 2000  |                 |
| 24 | Green-Eyed Monster                   | Il mostro dagli occhi verdi | 28 gennaio 2000  |                 |
| 25 | Cinemadness                          | Come in un film             | 31 gennaio 2000  |                 |
| 26 | Beware of the Glob!                  |                             | 1º febbraio 2000 |                 |
| 27 | The Day the Earth Moved              |                             | 2 febbraio 2000  |                 |
| 28 | Dance of the Killer Bees             |                             | 3 febbraio 2000  |                 |
| 29 | Extra Terror-estrial                 |                             | 4 febbraio 2000  |                 |
| 30 | The Christmas Phantom                |                             | 8 febbraio 2000  |                 |
| 31 | Scarlet Night                        |                             | 9 febbraio 2000  |                 |
| 32 | I Was a Teenage Vampire              |                             | 10 febbraio 2000 |                 |
| 33 | Halloween of Horror                  |                             | 11 febbraio 2000 |                 |
| 34 | Archie's Date with Fate              |                             | 14 febbraio 2000 |                 |
| 35 | Alternate Riverdales                 |                             | 15 febbraio 2000 |                 |
| 36 | Teen Out of Time                     |                             | 16 febbraio 2000 |                 |
| 37 | Invasion of the Cockroaches          |                             | 17 febbraio 2000 |                 |
| 38 | The Incredible Shrinking Teens       |                             | 18 febbraio 2000 |                 |
| 39 | Little Chock'Lit Shoppe of Horrors   |                             | 21 febbraio 2000 |                 |
| 40 | Big Monster on Campus                |                             | 22 febbraio 2000 |                 |